# Warmbüttel

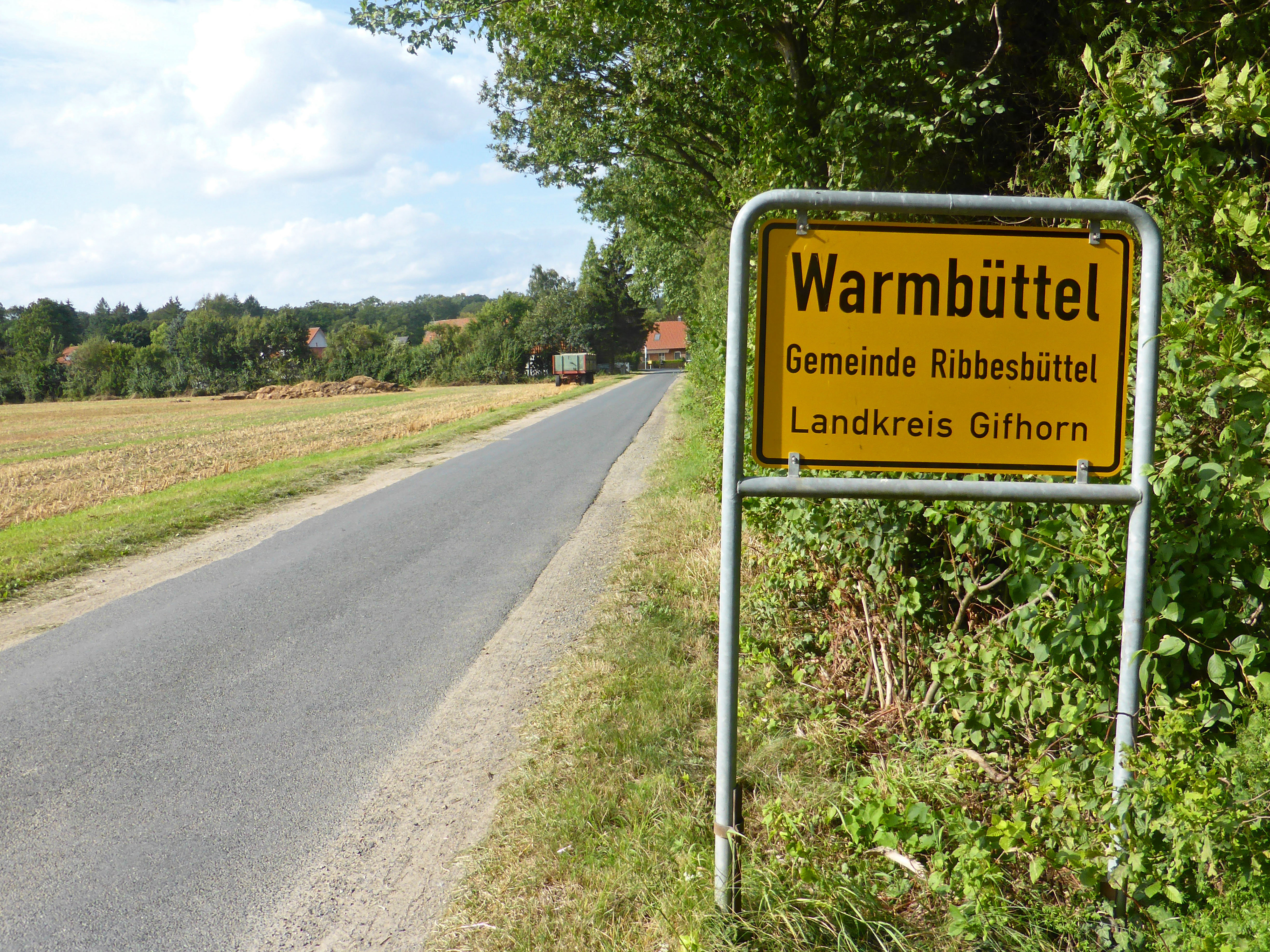
Ortseingang südl.

 Warmbüttel  ist ein Ortsteil von Ribbesbüttel im niedersächsischen Landkreis Gifhorn.

## Geografie und Verkehrsanbindung
Der Ort liegt südwestlich des Kernortes Ribbesbüttel. Am südlichen Ortsrand verläuft die Kreisstraße K 48. Östlich vom Ort fließt die Vollbütteler Riede und liegt das rund 190 ha große Naturschutzgebiet Maaßel.

## Geschichte
Warmbüttel ist eine wiederaufgesiedelte Wüstung, heute Försterei südlich Vollbüttel; in der zweiten Hälfte des 14. Jahrhunderts wüst geworden. Um 1220 waren in Wermeresbutle die reichsfreien Edelherren von Meinersen begütert. Laut ihrem Lehnsregister  wurde der Zehnt vor 1220 von Luthard II. von Meinersen (erwähnt 1203–1232) gekauft.